# Rusabagi (vattendrag i Karuzi)
Rusabagi är ett vattendrag i Burundi.   Det ligger i provinsen Karuzi, i den centrala delen av landet, 90 kilometer öster om huvudstaden Bujumbura.
Omgivningarna runt Rusabagi är en mosaik av jordbruksmark och naturlig växtlighet. Runt Rusabagi är det ganska tätbefolkat, med 179 invånare per kvadratkilometer.